# L'Arbul del Llop
L'Arbul del Llop és un paratge per on discorre el termenal entre els municipis de Castell de Mur, a l'antic terme de Mur, en terres del poble del Meüll, i de Tremp, a l'antic terme de Fígols de Tremp, al Pallars Jussà.
Està situat en el sector nord-occidental del terme municipal de Castell de Mur i en el sud-occidental del de Tremp, a ponent del Mas de l'Hereu i al nord-est de la Casa Auberola, a la zona sud-oest del territori del Meüll. És un contrafort del sud-est de la Serra d'Arbul, a la dreta tant del barranc d'Eloi com del barranc Gros.

## Etimologia
La primera part del topònim, Arbul, és un dels topònims més controvertits de tot el Pallars. Segons Joan Coromines, no ha de ser Arbull, sinó Arbul o Erbul. Segons aquest lingüista, sens dubte la màxima autoritat en lexicologia històrica del català, aquest topònim prové de les arrels basques erb- (llebre) i lohi (llot), que hauria format el mot Erbuloi (llot de la llebre o aiguamoll de la llebre), que vindria a coincidir amb els topònims romànics Fontllebrera o Vall-llebrera.
El topònim aprovat en el nomenclàtor de toponímia major de Catalunya és Arbul.
Pel que fa a la segona part, fa referència a l'abundor de llops en aquesta zona, en temps pretèrits.